# Ланам (Мериленд)
Ланам (енгл. Lanham) насељено је место без административног статуса у америчкој савезној држави Мериленд.

## Демографија
По попису из 2010. године број становника је 10.157.
| Група             | 2000.    | 2010.         |
| Белци             | 0 (0,0%) | 808 (8,0%)    |
| Афроамериканци    | 0 (0,0%) | 6.661 (65,6%) |
| Азијати           | 0 (0,0%) | 319 (3,1%)    |
| Хиспаноамериканци | 0 (0,0%) | 2.269 (22,3%) |
| Укупно            | 0        | 10.157        |